# Henri Augé
Pour les articles homonymes, voir Augé.
Henri Augé est un footballeur français né le 2 décembre 1941 à Cournonterral dans le département de l'Hérault.
Il a été défenseur central à Nîmes au début des années 1970.

## Palmarès
Henri Augé dispute 250 rencontres pour six buts inscrits en Division 1. Avec son club formateur, le SO Montpellier, il remporte le championnat de France de Division 2 en 1961.
Sous les couleurs du Nîmes Olympique, il termine vice-champion de France en 1972 et remporte la Coupe des Alpes en 1972. Il compte également une sélection en équipe de France B.